# Gina León
Gina León (La Habana, 19 de abril de 1937 - id., 12 de julio de 2023) fue una cantante cubana de boleros, una de las más populares en los años sesenta y setenta en la isla.

## Trayectoria
León hizo su primera aparición en 1956, cuando ganó un programa de aficionados de Radio Popular cantando el tema «La novia de todos». Como premio, se le permitía cantar todos los viernes en esta emisora. Su debut profesional tuvo lugar poco después en el cabaret Monte Casino con un repertorio preparado por Cándido Ruiz,y en los años siguientes actuó en el cabaret Bahía de Panamá y diversos cabarets de La Habana.En 1961 tuvo que sustituir a Olga Guillot (que había partido del país) en el espectáculo Serenata Mulata del Hotel Capri, lo que la catapultó a la fama.En esta etapa fue especialmente popular su interpretación del bolero «Aléjate», original de Roberto Cantoral.
Tras su éxito en el cabaret del Hotel Capri, comenzó a ser conocida como «La dama del Capri», y protagonizó en él un nuevo espectáculo diseñado para ella, Me voy pa'l Brasil.En 1962 publicó el disco Gina canta en el Capri, que contenía sus temas más conocidos, y actuó en países de la órbita soviética como Polonia (en el Festival Internacional de la Canción de Sopot) o la RDA (en el Friedrichstad Palast de Berlín).Otros de sus temas más populares fueron «Eclipse» de Margarita Lecuona, «Estar enamorado» de Adolfo Guzmán, «Perdóname» de Felo Bergaza, «Debí llorar» de Piloto y Vera y «Qué te cuesta» de Ricardo García Perdomo.
En los años ochenta publicó los álbumes Tiempo de Bolero y de Gina León (1988) y Nostalgias (1989), y actuó en Panamá en El Sótano del Hotel Continental con Bobby Carcassés.En 2017 participó en el álbum colectivo Ellas y mis canciones, compuesto de boleros del compositor Rodulfo Vaillant.

## Discografía

### Álbumes de estudio
- Gina León (Producciones Gema, 1961)
- Gina canta en el Capri (Alegría, Imprenta Nacional de Cuba, 1962)
- Algo de mí (Areito, 1965)
- Gina León (Alegría, 1970)
- Tiempo de Bolero y de Gina León (Siboney, 1988)
- Nostalgias (Areito, 1989)

### EP
- Gina León (Areito, 1965)
- Tú nada más (Areito, 1965)

### Compilaciones
- Perlas cubanas: Gina León (Vintage, 2015)
- Live (Remastered) (Caribe, 2016)